# Air (Agua de Annique)
Air è il primo album discografico del gruppo musicale Agua de Annique, formato e fondato dalla cantante olandese Anneke van Giersbergen (ex The Gathering). Il disco è uscito nel 2007.

## Tracce
1. Beautiful One – 4:43
2. Witnesses – 4:17
3. Yalin – 3:23
4. Day After Yesterday – 3:43
5. My Girl – 4:14
6. Take Care of Me – 2:43
7. Ice Water – 4:10
8. You Are Nice! – 3:16
9. Trail of Grief – 4:35
10. Come Wander With Me – 3:32
11. Sunken Soldiers Ball – 5:07
12. Lost And Found – 5:15
13. Asleep – 2:30

## Formazione
- Anneke van Giersbergen - voce, piano
- Joris Dirks - chitarra, voce
- Jacques de Haard - basso
- Rob Snijders - batteria